# Dave Gunther
David C. "Dave" Gunther (Le Mars, Iowa, 22 de julio de 1937-16 de marzo de 2024) fue un jugador y entrenador de baloncesto estadounidense que disputó dos temporadas en la ABL y un único partido en la NBA, además de dirigir como entrenador durante dieciocho temporadas a la Universidad de Dakota del Norte de la NCAA. Con 2,01 metros de estatura, jugaba en la posición de alero.

## Trayectoria deportiva

### Universidad
Jugó durante tres temporadas con los Hawkeyes de la Universidad de Iowa, en las que promedió 18,0 puntos y 10,5 rebotes por partido, siendo el máximo anotador y elegido el mejor jugador de los Hawkeyes en los tres años. Fue incluido en el segundo mejor quinteto de la Big Ten Conference en 1958 y al año siguiente, en el primero.

### Profesional
Fue elegido en la quincuagésimo sexta posición del Draft de la NBA de 1959 por Philadelphia Warriors, pero no fue incluido finalmente en el equipo, jugando en ligas semiprofesionales hasta que en 1961 fichó por los San Francisco Saints de la ABL, con los que disputó siete partidos en los que promedió 9,6 puntos y 5,9 rebotes por partido.
En 1962 fichó finalmente por los Warriors, pero únicamente disputó un partido en el que consiguió 2 puntos y 3 rebotes. Regresó a la ABL para jugar con los Chicago Majors, donde acabó la temporada promediando 7,5 puntos y 4,5 rebotes por partido.

### Entrenador
Comenzó su carrera de entrenador en high school, para pasar posteriormente por la Universidad de Wayne State, y finalmente en 1970 se haría cargo del equipo de la Universidad de Dakota del Norte, donde permaneció 18 temporadas, en las que consiguió 332 victorias. En 1982 fue elegido Entrenador del Año de la División II de la NCAA.

## Estadísticas de su carrera en la NBA

### Temporada regular
| Temporada | Edad | Equipo                 | Liga | Pos. | P | TIT | MIN | TC  | TCA | %TC  | 3P | 3PA | %3P | TL  | TLA | %TL | R.OF. | R.DEF. | REB | ASIS | ROB | TAP | PER | FP  | PTS |
| 1962-63   | 25   | San Francisco Warriors | NBA  |      | 1 |     | 5.0 | 1.0 | 2.0 | .500 |    |     |     | 0.0 | 0.0 |     |       |        | 3.0 | 3.0  |     |     |     | 1.0 | 2.0 |
| Total     |      |                        | NBA  |      | 1 |     | 5.0 | 1.0 | 2.0 | .500 |    |     |     | 0.0 | 0.0 |     |       |        | 3.0 | 3.0  |     |     |     | 1.0 | 2.0 |

## Fallecimiento
Dave Gunther falleció el 16 de marzo de 2024, a la edad de 86 años.